# Boldog Özséb-plébániatemplom
A Boldog Özséb-plébániatemplom Békásmegyeren, a pünkösdfürdői lakótelepen található, titulusa Boldog Özséb. 1987-ben szentelte fel Paskai László érsek.

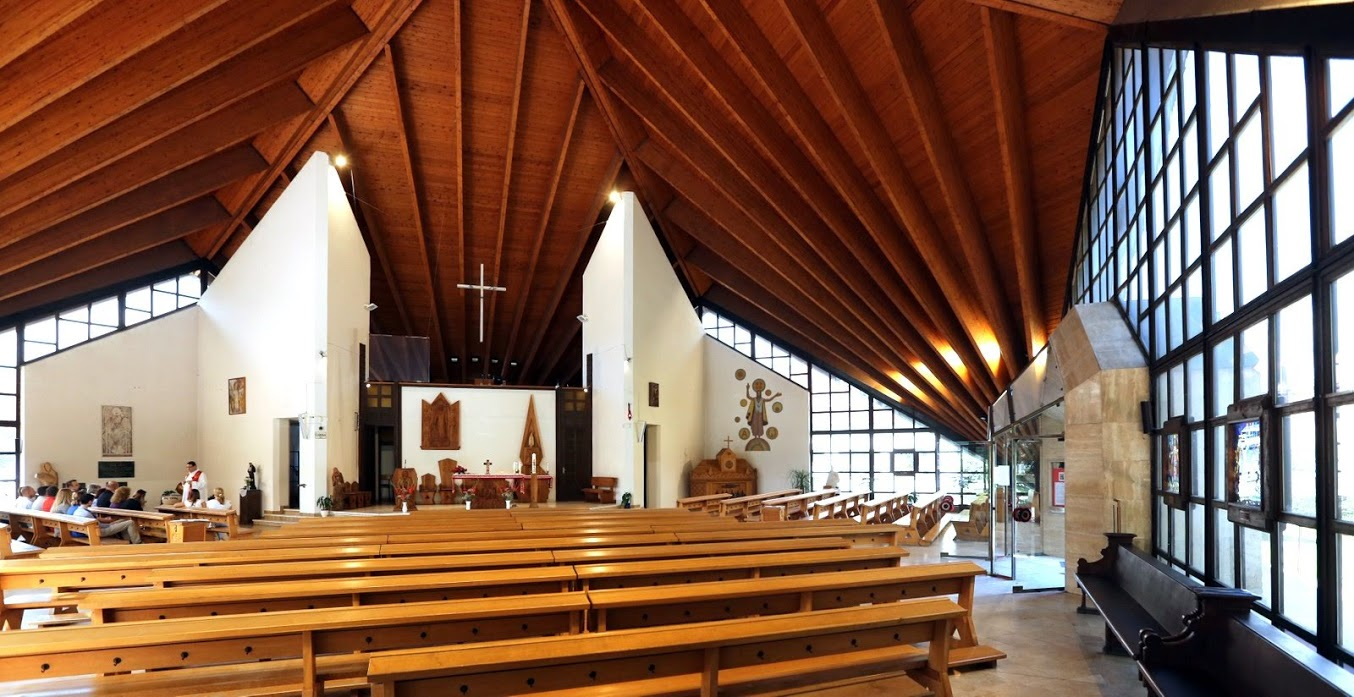

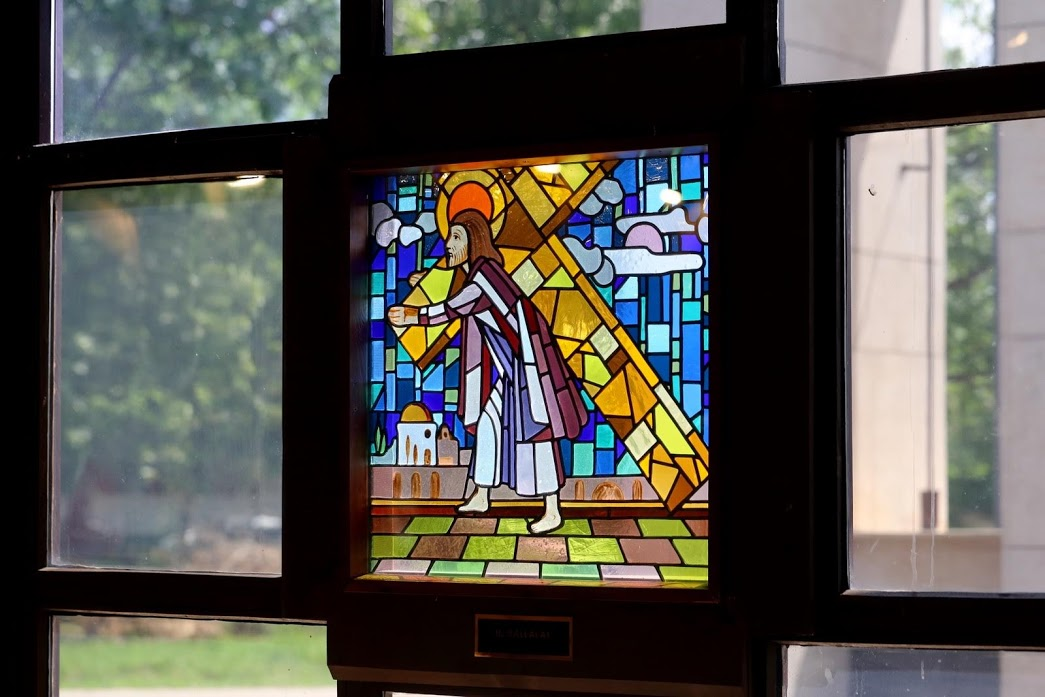

## Történet
Még a nyolcvanas évek elején Lékai László bíboros, esztergomi érsek székvárosa felé utazván, gyakran ejtette útba a békásmegyeri lakótelepet, s fájdalmasan érintette, hogy az itt lakóknak nincs templomuk. A megoldást egy érdekes körülmény adta. A bíboros 1984-ben ünnepelte aranymiséjét, s közelgett hetvenötödik születésnapja is. Az akkori állami vezetők megkérdezték: mit szeretne erre az alkalomra. Új templomot, plébániai közösséget Békásmegyerre! - hangzott a válasz. Némi akadékoskodás után a főváros templomépítés céljára rendelkezésére bocsátotta az egykori Vera tér egy részét.
Dr. Lékai László bíboros, prímás, érsek úr aranymiséje és 75. születésnapja alkalmából kapta meg a lehetőséget, hogy a Békásmegyer-pünkösdfürdői lakótelep számára új (jogelőd nélküli) templom épülhessen és új plébániai közösség jöhessen létre. Szervező plébánosi kinevezést Antal János kapott 1984. október 15-én. Az alapkőletételre 1984. október 21-én került sor. A gyorsan felépített felvonulási épületben berendezett ideiglenes kápolnában még ez év karácsonyán megszületett az egyházközség. A templomépítés Csaba László tervei alapján 1985 júliusában kezdődött el. Az építkezést Antal János plébános vezette.
Az templom Csillaghegy északkeleti részén fekszik, és a békásmegyeri új lakótelep számára épült. A kápolna működése nagyban hozzájárult a hívek összeismerkedéséhez és egybekovácsolódásához. Az új templom kül- és belföldi adakozások eredményeképpen, nagy mennyiségű társadalmi munkával segítve rohamosan épült. Az építkezést az egyházközség kinevezett plébánosa Antal János vezette, a tervező Csaba László, a pénzügyi referens Vajk Gyula prépost, és a gondnok-mindenes Pozsár István segítségére támaszkodva. A hívők és a nem-hívők segítőkészsége, áldozatos munkája az építkezés minden mozzanatában megmutatkozott.
Az új templomot 1987. szeptember 13-án Paskai László érsek szentelte fel, mivel Lékai bíboros sajnos nem érhette meg a templom elkészültét. A templom-plébánia-közösségi ház épületegyütteséhez tartozó hatalmas Regnum Marianum fakereszt felállítására több, mint egy évtizedet kellett várniuk a hívőknek. A templom négy pontban alátámasztott különleges sátorra emlékeztető faszerkezetből áll, külső vörösréz borítással. Az oldalsó síkokat üvegfalak határolják. A stilizált román kapubélések, a nehéz rézborítású kapuk azonnal jelzik az épület templomfunkcióját. A belső tér az oltárra koncentrálódik, a mögötte felszökő falak a tekintetet magasba emelik. A külső forma és a belső tér egysége az ókeresztény bazilikák idő fölötti egyensúlyát idézi.
A liturgikus tér „bútorait” B. Kopp Judit szobrászművész domborművei díszítik. Az egyedülállóan elhelyezett keresztút üvegmozaik képei Pleidell János festőművész tervei alapján Mohay Attila iparművész műhelyében készültek. A „Jura” keménymészkő-vörösréz kompozíciójú keresztelőkút Csaba Lászlóné tervei alapján Pap Lajos kőfaragó-díszítőszobrászati műhelyében készült. A garamszentbenedeki útkoporsó ihlette a betlehemi istállónak is berendezhető „szentsírt” ugyancsak Csaba Lászlóné tervei alapján Ligeti Ferenc asztalosai készítették. A templomba harmonikusan illeszkedő padok is a fenti vállalkozók műhelyeiben készültek. Csaba László építészmérnök 1988-ban életművéért Ybl-díjat kapott.
A templomban lett örök nyugalomra helyezve a tervező Csaba László 1995-ben, a szervező plébános Antal János 2009-ben, és az építész (Csaba László) felesége Csaba Lászlóné 2020-ban.

## Búcsú
A templom főbúcsúja szeptember 13-án van (a felszentelés évfordulója).

## Papság

### Plébánosok
1. - Antal János (1984-†2009) - meghalt 63 évesen 

2. - Kónya Attila (2009-) - született 1972-ben

### Káplánok
1. - Siményi Ferenc (1989-1995), †2010 - meghalt 55 évesen 

2. - Janig Péter (1997-1999) - született 1962-ben

### Kisegítő lelkészek
1. - Dr. Sík Zoltán tiszteletbeli kanonok †1997 - meghalt 80 évesen

2. - Erdővégi András nyugalmazott plébános †2021 - meghalt 88 évesen

## Lásd még
- A plébánia hivatalos weboldala
- Sági György: A békásmegyer-pünkösdfürdői Boldog Özséb-templom – az 1945 után épült első jogelőd nélküli templom rövid története (1984–2020). Újkor.hu, 2020. december 11.